# Дзено, Катерино
Катерино Дзено (итал. Caterino Zeno; 1440-е — 1490-е) — венецианский путешественник, дипломат и писатель

.

## Биография
В 1472 году отправился послом Венецианской республики к султану Узун Хасану. Жена Катерино была по матери племянницей жены Узун Хасана, Деспины-хатун. Из-за своего родства с нею Катерино Дзено пользовался при дворе большей свободой, чем все его предшественники-европейцы, он был допущен в частные покои семьи Узун Хасана, имел разрешение являться без приглашения. Дзено воспользовался своим положением для сбора сведений о нравах страны и о событиях царствования Узун Хасана; совершил также путешествие по Аравии. Вернувшись в Венецию, Дзено издал описание своего путешествия, после чего снова отправился на Восток, где умер около конца XV века. Через полстолетия книга Дзено совершенно исчезла из обращения, вследствие чего племянник его, Никколо Дзено (1515—1575), напечатал очерк его путешествия, составленный по письмам Дзено, написанным во время его нахождения послом Персии, под названием: «Dei commentari del viaggio di Persia di Caterino Zeno» (Венеция, 1558).
В 1453 году он женился на Виоланте Криспо, дочери Николо Криспо. От нее у него был по крайней мере один сын Пьетро (родившийся в 1457 году, посол в Константинополе), а также как минимум две дочери, Адриана (которая вышла замуж за Федерико Градениго в 1476 году) и еще одна (которая вышла замуж за Леоне ди Соммарипа, лорда Андроса). За заслуги, приобретенные Катерино, 8 января 1476 года Венецианская республика назначила каждой из его дочерей приданое в размере 1500 дукатов. Однако неизвестно, был ли у него второй сын по имени Октавиан.
В 1455 году Катерино финансировал торговый путь в Сирию и Бейрут, в 1463 году он был капитаном корабля, а в 1467 году — портовым офицером в Венеции, ответственным за транспортировку товаров.
7 марта 1471 года, после того как два кандидата отказались, Катерино был выбран послом к правителю Ак-Коюнлу Узун Хасану. Целью было построить союз против османского султана Мехмеда II. Катерино был выбран также потому, что его жена, как говорили, была родственницей одной из супруг Узун Хасана, византийской принцессы Феодоры Деспины-хатун Великой Комниной (но их родство и степень родства до сих пор не определены и не доказаны).
Катерино Дзено прибыл ко двору Узун Хасана в апреле 1472 года и пробыл там полтора года. Он стал личным другом Узун Хасана, а также имел дружеские отношения с Феодорой Деспиной и ее дочерьми, которых он также снова увидел в Дамаске в 1473 году. Катерино Дзено заложил основы прочного союза, который сохранился даже тогда, когда он вернулся в Европу с ответом Узун Хасана (его место в Ак-Коюнлу заняли Гиосафат Барбаро и Амброджо Контарини). По возвращении он рисковал попасть в плен к османам, и у него кончились деньги настолько, что ему пришлось отдать одного из своих слуг в рабство, чтобы продолжить путешествие. Прежде чем вернуться в Венецию, он искал дальнейших союзов с императором Фридрихом III, королем Польши Казимиром II и королем Венгрии Матьяшем Корвином, но без особых результатов, хотя король Матьяш посвятил его в рыцари 20 апреля 1474 года. В Венеции он изложил ответ Узун Хасана. , представившись как «Великолепный Домино Катерино Дзено».
22 августа 1474 года Катерино принял участие в дипломатических миссиях в Рим и Неаполь. 8 августа он был избран губернатором налоговой службы и занял эту должность в январе 1475 года. 29 сентября 1476 года он был назначен в Совет Десяти, главой или инквизитором которого в последующие месяцы он несколько раз был; затем, в мае 1477 года, он был избран покровителем Арсенала, должность огромной важности, традиционно поручаемая бывшим лидерам Десяти.
Катерино Дзено умер до июня 1478 года, вероятно, от чумы. Он был похоронен в церкви Кроцифери. Он оставил большое количество сочинений, переработанных, расширенных и опубликованных в 1558 году его правнуком Николо под именем Комментари. Слава Катерино как путешественника также вдохновила на создание фантастической литературы, такой как «История Куриоза» Винченцо Формалеони (1783).

### Посольство в Ак-Коюнлу
2 декабря 1463 года Сенат Венецианской республики решил заключить союз с аггоюнами и анатолийскими княжествами против султана Мехмеда Завоевателя. После 1464 года венецианская администрация направила во дворец Ак-Коюнлу несколько послов. Тем самым было положено начало 16-летней войне с османами.
7 марта 1471 года Дзено был отправлен к Узун Хасану в качестве венецианского посла после того, как два предыдущих кандидата отклонили это предложение. Основной задачей его посольства было установление союза двух государств против османского правителя Мехмета II. Другой причиной его назначения в посольство стали заявления его жены о родстве с женой Узун Хасана, византийской принцессой Феодорой Деспиной-хатун. Дзено писал в своем путеводителе, что Деспина-хатун интересовалась им, разговаривала с ним и расспрашивала о его родственниках. Даже после того, как Дзено вернулся в Венецию, семья Деспины-хатун проявляла интерес и делала записи о своих детях. Помимо того, что он написал о месте захоронения Даспины Хату, он также сделал записи о ее религиозных убеждениях:
Деспина была одной из самых религиозных женщин своего времени и поэтому продолжала свою прекрасную веру в христианство. Каждый день он организовывал таинство Святой Вечери по методам Римской Церкви и сам участвовал в нем с великой преданностью. Хотя ее муж принадлежал к другой религии и был враждебно настроен по отношению к религии своей жены, он никогда ничего не говорил ей по этому поводу и не заставлял ее оставить свою религию. Что действительно удивительно, так это то, как они сочетаются друг с другом.
Дзено добрался до дворца Узун Хасана в апреле 1472 года и пробыл там полтора года. За это время Дзено, у которого сложились хорошие отношения с Узун Хасаном, также сформировал хорошие отношения со своей семьей. С дочерьми Узун Хасана он познакомился в 1473 году в городе Шаме. В результате его усилий между Узун Хасаном и Венецией образовался союз, и он вернулся на родину с письмом Хасана. Иосафат Барбаро и Амброзио Контарини заняли его место во дворце Ак-Коюнлу.
В письме Дзеноа, отправленном в Венецию 9 февраля 1472 года, помимо того, что написал Иосафат Барбаро, сообщается, что будет отправлено до 100 специализированных воинов. В письме, написанном Дзеноом в ноябре 1472 года, два корабля с двумя инженерами на борту имели шесть больших пушек по 400 фунтов, 10 пушек по 50 фунтов, 10 шпингардов из бронзы и железа, 1000 бочек с порохом, 10 000 длинных железных копий, около 3000 пуль., как известно, приносит до 3000 мощных лопат, 2000 поясниц, 1000 скиопеттио. Эти поставки должны были быть доставлены представителям Ак-Коюнлу в подходящее место в Трабзоне. Письма Дзеноа в Венецию или письма Узун Хасана, переведенные на итальянский язык, содержат подробные сведения о войне с османами. Юсиф Мирза, один из генералов Ак-Коюнлу, и Пир Ахмед, один из Караманогулларов, особенно Токат, разграбили различные регионы Анатолии и разбили османские армии. Принц Мустафа (ум. 1474) и анатолийский бейларбей Давуд-паша (ум. 1498) смогли остановить приближающуюся к Бурсе туркменскую армию только с помощью огнестрельного оружия. Известно, что до Юзуфа Мирзы армия Ак-Коюнлу под предводительством «Амира Омар-бея» атаковала Токат, но была разбита Шахзаде Беязи и отошла к Диярбакыру. На данный момент известно, что Омар бек и Амир бек, упомянутые в других письмах, — одно и то же лицо. Однако Дзено упоминает в своем путешествии «амарбея Джусултана Ничениццу», поэтому сомнительно, что эти два человека на самом деле являются одним и тем же человеком. Судя по тому, что писал Дзено, считается, что он был опытным полководцем. Более того, Дзено пишет, что он возглавил армию в 100 000 человек, некоторые из которых были одеты как итальянские кавалеристы, а другие имели доспехи из кожи или шелка.
Хотя обещанное оружие было доставлено в Мерсин, османы приняли меры и воспрепятствовали транспортировке груза. В результате армия Узун Хасана осталась без огнестрельного оружия.
На обратном пути Дзено столкнулся с опасностью попасть в плен к Османской империи, и у него настолько закончились деньги, что он оставил одного из своих слуг в качестве раба, чтобы продолжить свое путешествие. После своего возвращения он пытался заключить союз с польским королем Казимиром II, императором Священной Римской империи Фридрихом III и венгерским королем Матьяшем Корвином, но не смог добиться такого результата. Однако 20 апреля 1474 года Матьяш I посвятил его в рыцари. Он представился как «Великолепное Домино Катерино Дзено», объявляя ответ Узун Хасана в Венеции.
22 августа 1474 года Дзено был включен в состав дипломатической делегации, отправленной в Рим и Неаполь, а в январе 1475 года назначен судьей резервных сил, куда он был назначен 8 августа. 29 сентября 1476 года он был назначен в Совет Десятки, в последующие месяцы неоднократно руководил или инквизитором, а в мае 1477 года был назначен покровителем Арсенала. Эта должность, будучи очень важной, традиционно отдавалась предыдущие лидеры Совета Десятки.
Известно, что Дзено умер до июня 1478 года. Предполагается, что причиной его смерти стала холера. Он был похоронен в церкви Крочифери. За свою жизнь он написал большое количество произведений, а его произведения были опубликованы внуком после его смерти. Расширенный и отредактированный, он был опубликован Никколо Дзено в 1558 году под названием «Комментарии». Популярность Дзеноа как путешественника вдохновила Винченцо Формалеони на создание эпоса «История любопытства» 1783 года.